# Castelli di Cannero

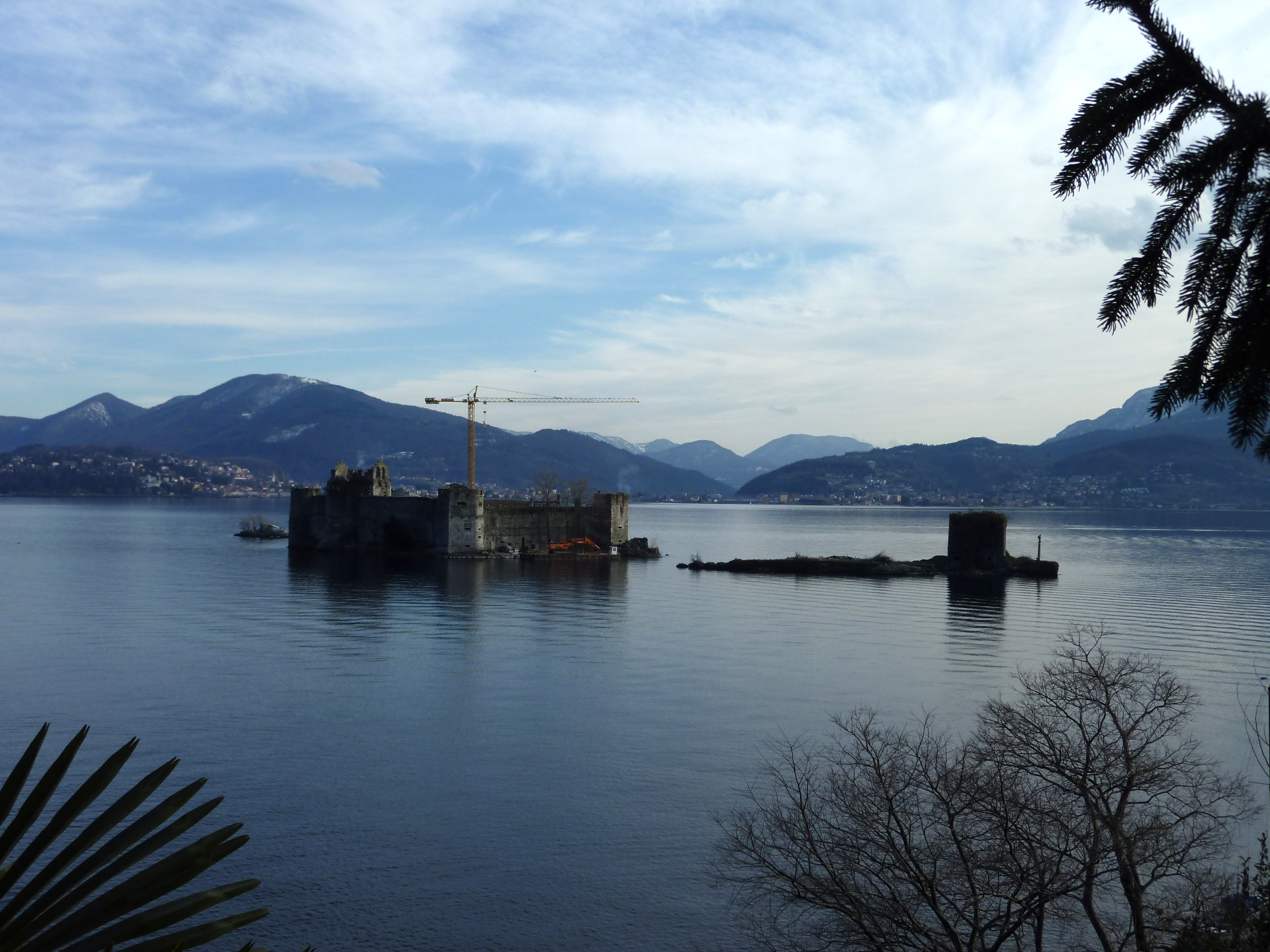
Castelli di Cannero

Die Castelli di Cannero sind Ruinen einer Burg auf zwei kleinen Inseln vor Cannero Riviera auf dem Gemeindegebiet von Cannobio im Lago Maggiore.

## Geschichte
Die Vorgängerbauten der heute sichtbaren Ruinen, die Castelli di Malpaga,  entstanden vermutlich bereits im Lauf des 13. Jahrhunderts. Gegen das Ende des 14. Jahrhunderts lebten dort die Brüder Mazzardi, fünf Metzgersöhne aus Ronco sopra Ascona, die um 1403 den Ort Cannobio beherrschten und die Bevölkerung der Küste des oberen Lago Maggiore terrorisierten. Erst nach dem Mord an einem Geistlichen schickte der Mailänder Herzog Filippo Maria Visconti ein Heer von 500 Soldaten unter der Führung von Giovanni Lonati, der das Kastell belagerte und bis auf die Grundmauern zerstörte. Von der ursprünglichen Anlage ist heute nichts mehr erhalten.
1441 wurde die Insel Lehen von Vitaliano I. Borromeo, nach dessen Tod ging es an seine Söhne über. Zwischen 1519 und 1521 ließ Ludovico Borromeo auf den Inselchen die Rocca Vitaliana errichten; mit der Namensgebung wollte er seine berühmten Vorfahren ehren. Die Rocca Vitaliana diente als Verteidigungsanlage für den oberen Lago Maggiore gegen die Eidgenossen, nachdem das Herzogtum Mailand den nachmaligen Kanton Tessin an die Schweizer abtreten musste.  Nach dem Tod Ludovicos wurde die Festung verlassen und begann zu zerfallen.

## Beschreibung
Auf der östlichen Seite folgen die massigen Mauern den Klippen am Ufer. Hier und da werden sie von Rundtürmen mit Resten von Zinnen überragt. Auf dem höchsten Punkt der Insel stehen die Ruinen einer Kirche.
Die vor 2010 angefangenen Restaurierungsarbeiten waren für viele Jahre unterbrochen, es folgten Jahre der Forschung, Ausgrabungen, Planungen durch das Turiner Büro Simonetti Architettura, aber ab 28. Juni 2025 kann die Ruine wieder besichtigt werden.